# Jeppe Hein
Pour les articles homonymes, voir Hein.
Jeppe Hein est un artiste contemporain danois né le 1er août 1974 à Copenhague. Il vit et travaille à Berlin. 

## Biographie
En 1997, Jeppe Hein a étudié à l'Académie royale des Beaux-Arts de Copenhague et, en 1999 il entre à la Hochschule für Bildende Künste de Francfort. Cet artiste danois a participé à la Biennale de Venise en 2003, à la Foire de Bâle en 2002. En 2004, il exposait au P.S. 1 Contemporary Art Center à New York.  Il signe avec son labyrinthe virtuel un projet inédit de dématérialisation de l’œuvre d'art. Objets épurés et géométriques ou bien installations discrètes et ludiques, ses interventions se placent à la fois dans une continuité de la tradition de la sculpture minimaliste, et en même temps en prennent le contre-pied dans la mise en place d'un dialogue incongru entre les œuvres et le spectateur. Son travail, très proche d'une réflexion architecturale, s'applique à démontrer la modularité de l'espace, en le construisant et en le déconstruisant.

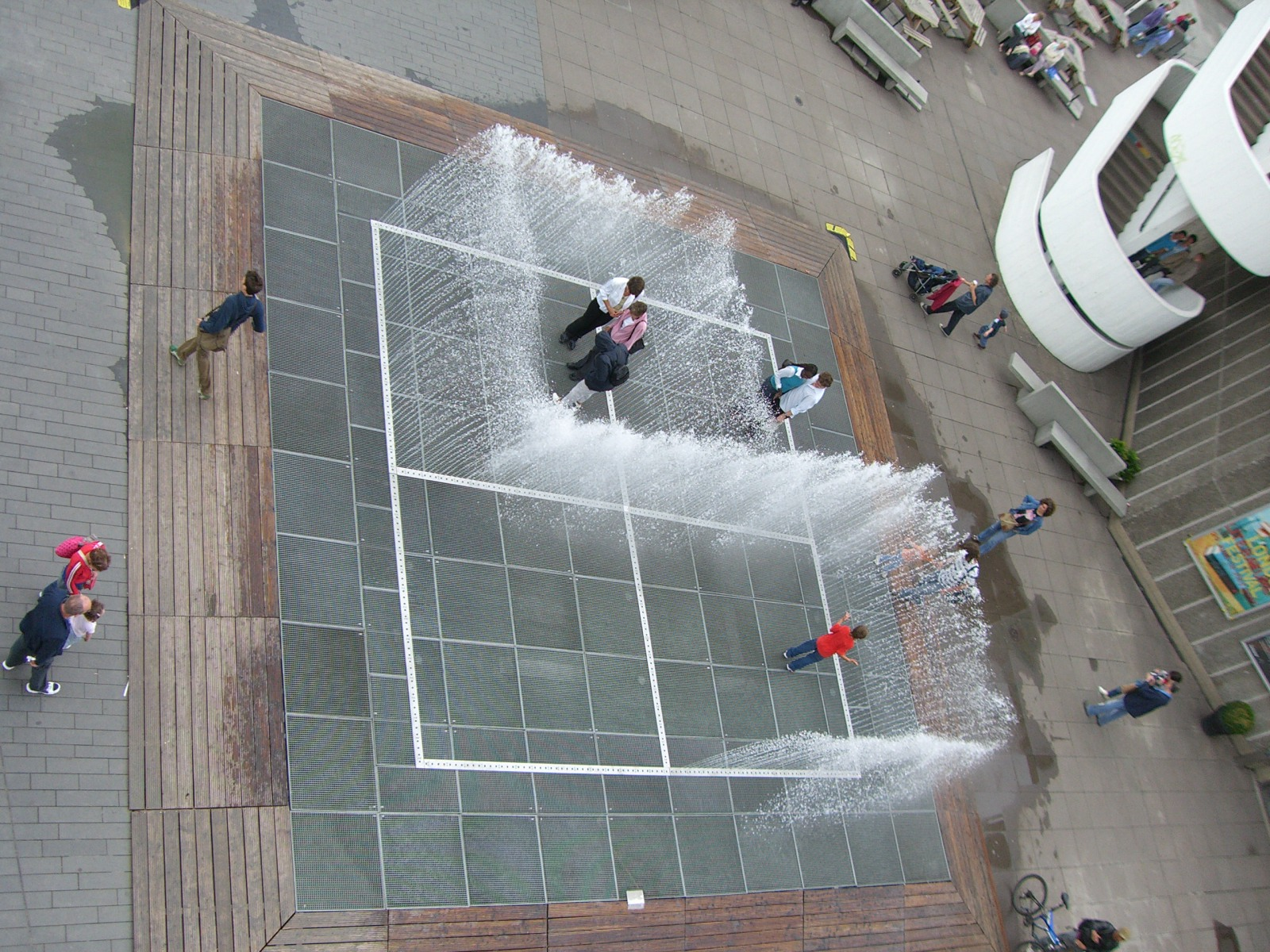
Appearing Rooms, sculpture d'eau interactive de Jeppe Hein, au South Bank Centre à Londres

Ses œuvres reposent sur le principe selon lequel le spectateur peut les modifier par l'expérience qu'il a de celles-ci. Le spectateur peut ainsi servir de catalyseur de plusieurs façons. On peut citer des œuvres, où c'est la présence même du visiteur qui met en marche des objets apparemment inanimés et déclenche un fonctionnement surprenant. À l'inverse certaines œuvres ne s'animent qu'en l'absence du public.
Les parcours multiples qui se dessinent sous les pieds des visiteurs construisent de nouvelles configurations. Les personnes qui entrent et sortent de cette immense «boîte» évidée lui donnent un nouveau visage. Les différentes présences, les rencontres et les réactions inattendues confèrent à l’ensemble un mouvement perpétuel. L’œuvre renaît à chaque instant et ne se ressemble jamais.
Il réside à l’Atelier Calder à Saché de septembre 2009 à janvier 2010,
En 2013, il expose Rotating Labyrinth (2007) à Paris au Grand Palais lors de l'exposition collective Dynamo consacrée à la lumière et l'art cinétique. 
Jeppe Hein est représenté par la Galerie Johann König à Berlin, 303 Gallery à New York, Galleri Nicolai Wallner à Copenhagen et SCAI - the Bathhouse à Tokyo.

## Son labyrinthe virtuel
En 2005, il réalise un labyrinthe virtuel, invisible, à l’Espace 315 du Centre Pompidou. L’espace est vide et le visiteur se l'approprie. Cependant, lorsqu’il tente de traverser cet espace, il se heurte à des impasses. Des ondes infrarouges le forcent à prendre un chemin qui change tous les jours.  Il se laisse donc guider par un dispositif interactif qui l'aide à trouver son chemin. Le visiteur est devenu le médium même de l’œuvre, il effectue une sorte de danse dans l’espace, accomplissant ainsi, à travers l’expérience, l’œuvre elle-même.

## Simplified Mirror Labyrinth
C’est une œuvre conçue sur le thème du Labyrinthe. Plusieurs entrées s’offrent à nous. On en choisit une avec l’idée qu’elle sera déterminante pour le reste de la visite. Très rapidement on s’aperçoit que le lieu n’est pas clos, qu’il s’ouvre de tous les côtés vers l’extérieur de la pièce. Rassurés par ces échappatoires, on poursuit l’exploration. Que va-t-on découvrir au centre de cet enchevêtrement de plaques verticales? L’énigme ne trouve pas de réponse. C’est ailleurs que se situe le questionnement de l’artiste.
Par un jeu de miroirs disposés dans l’espace il implique directement le spectateur au cœur d’un dispositif interactif. Les reflets des miroirs sont autant de dédoublements incessants des corps et de l’endroit occupé. Ces mises en abyme perturbent nos repères spatio-temporels. On voit apparaître des images sans trop savoir où se trouvent les originaux qui les constituent. On entre en contact de manière virtuelle avec des silhouettes étrangères. Dépourvu ici de sentiment négatif comme l’errance, le péril ou la mort, cette installation nous confronte à notre propre regard et à celui des autres dans une déambulation sans fin mais à première vue sans appréhension.

## Publication(s)
- Jeppe Hein, A Smile For You, Koenig Books, London, 2013.
- Jeppe Hein, Sence City, ARoS Aarhus Kunstmuseum, 2009.
- Jeppe Hein Until Now, catalogue, Koenig Books, Londres, 2005.
- Invisible Labyrinth, catalogue de l’exposition au Centre Pompidou (Paris), Espace 315, 15 sept.-14 nov. 2005.
- Take a Walk in the Forest at Sunlight, catalogue de l’exposition à la Kunstverein de Heilbronn, 2003.

## Reconnaissance
- Prix Ars Fennica, 2013